# 佐藤弘道
佐藤 弘道（さとう ひろみち、1968年（昭和43年）7月14日 - ）は、日本の体操インストラクター、タレント、医学博士。名城大学薬学部特任教授。本名同じ。
NHKの番組『おかあさんといっしょ』の10代目たいそうのおにいさん。東京都新宿区出身。身長は168cm、血液型はA型。愛称は「ひろみちおにいさん」。
日本体育大学荏原高等学校、日本体育大学体育学部卒業、弘前大学大学院医学研究科博士課程修了。

## 来歴

### おかあさんといっしょ「たいそうのおにいさん」就任前
東京都新宿区出身。弟がおり、実家は焼き鳥屋を経営している。幼少期から負けず嫌いで、身体を動かすことに関しては1番にならないと気が済まない性格であった。幼稚園の頃は柔道を習っていたが、小学校2年生時に開催されたモントリオール五輪で見た日本の男子体操チームの活躍を見て「仮面ライダーみたいでかっこいい」と感動し、テレビを食い入るように観ていたところ、テロップで紹介された選手名の後に日本体育大学と書かれてあるのを見て「この大学に行けばあんな風になれる」と思い、その翌日には「日体大に行く」と学校の先生に宣言していた。その後体操教室に通うようになったが、小学生の時点では五輪選手のような体操競技をやらせてもらえないもどかしさから、砂場でバク転をしていた。
中学時代は進学先に体操部がなかったため、友人に誘われてソフトテニス部に入部し、区の大会で優勝する活躍を見せる。そのうち運動が出来ることが学校中に知れ渡って、他の運動部からピンチヒッターとして呼ばれるようになった。部活のソフトテニスと並行して、地元の体育館でやっているトランポリンの教室に通い始め、後の進学先である日体大の選手に教わっていた。中学校の部活では大会に出れば、何かしらの賞を獲得していたため、最終的にはソフトテニス部だけでなく、陸上部と水泳部も掛け持ちしていた。
高校は日本体育大学荏原高等学校に進学し、器械体操部に入部。在学中、宙返りの練習で頚椎を損傷するアクシデントを起こす。そのため、3ヶ月ほど学校に通えていなかったが、この出来事を「挫折」とはとらえていなかった。その場に居合わせた他の部の面々に囲まれる中、自らも死を覚悟したという大事故ながら競技に復帰し、最終的には東京都で吊り輪6位に入賞した。
高校卒業後は、「子どものころ見たオリンピックの体操代表選手の出身大学の大半が同大学で、自分も同大学に入ればオリンピックに出られると思ったから」という理由で、子どものころから決めていた日本体育大学体育学部へ進学する。競技復帰こそ果たしたが現在もワイヤーで固定されている頸椎の負傷の影響と「もう1度落ちたら死ぬぞ」という医師からドクターストップもあり、オリンピックを目指すことを断念する。
大学では部活に入らずバイト生活を送るつもりだったが、人生で初めて送るスポーツのない日々にストレスを感じるようになり、先に部に入っていた同級生の勧めで体操部（徒手体操）に所属する。徒手体操は個人ではなくチームでパフォーマンスを披露する競技であり、柔道、水泳、テニスとこれまで経験した個人種目とは大きく違ったチームワークが必要とされる団体競技への戸惑いや、1年ながら上級生と一緒のチームに入れられる扱いの違いに対する同級生の嫉妬にも悩んだが、それらも込みで「なぜみんなのために頑張るのか」を学んだ経験がおかあさんといっしょでも役に立ったと述べている。在学中に教員免許を取得。
大学卒業後は公立学校の教師を志望していたが、教員採用試験に失敗し、公営プールでの指導・補助やスポーツクラブのインストラクターをしていたが、父が病に倒れたことをきっかけに実家の焼き鳥屋を継ぐことになった。その後、大学の同級生で後に妻となる久美子に勧められ、NHKの幼児・子ども向け教育長寿番組『おかあさんといっしょ』のオーディションを受け、採用される。

### おかあさんといっしょ「たいそうのおにいさん」就任後
1993年4月5日に10代目たいそうのおにいさんに就任。番組で共演したうたのおにいさんとうたのおねえさんは最初の6年間は第8代目の速水けんたろうと第17代目の茂森あゆみ（いずれも同時に就任）、次の4年間は第9代目の杉田あきひろと第18代目のつのだりょうこ、最後の2年間は第10代目の今井ゆうぞうと第19代目のはいだしょうこ。共演した身体表現のおねえさんは、最初の1年間は馮智英、次の5年間は松野ちか、最後の6年間はタリキヨコ。他に当時「志ん輔ショー」のコーナーに出演していた落語家の古今亭志ん輔（最初の6年間）。在任中は、1996年3月30日までの3年間は「ぞうさんのあくび」、同年4月1日から卒業までの9年間は「あ・い・うー」の体操を担当した。
「たいそうのおにいさん」として活動する傍ら、2002年に有限会社エスアールシーカンパニーを設立。全国で親子や幼児のための体操教室、指導者の育成などで活躍するようになる。また、同年に現役のたいそうのおにいさんとして初の著書『ひろみちお兄さんのもっと、からだで遊ぼうね!』を出版した。
2005年4月1日放送で卒業の挨拶が行われ、後任となる小林よしひさが紹介された。小林は大学の後輩。
2005年4月2日放送の「ファミリーコンサート・千葉」の出演で締めくくり、タリキヨコ（3代目身体表現のおねえさん）と共に同番組を卒業した。在任期間は12年間。

### おかあさんといっしょ「たいそうのおにいさん」卒業後
2005年4月9日より新設された『おかあさんといっしょ』の派生番組『おかあさんといっしょ あそびだいすき!』のメインパーソナリティーとして、きよこ（3代目身体表現のおねえさん、タリキヨコから改名）と共に出演し、アウトドアでも親子で体で遊ぶ楽しさを教えた。
2005年以降は執筆活動や、子ども中心の体操教育に従事する傍ら、タレントとしての民放への出演も多くなる。
2008年3月29日をもって3年間出演した『おかあさんといっしょ あそびだいすき!』が放送終了。
2008年に放映されたアニメ『古代王者 恐竜キング Dキッズ・アドベンチャー 翼竜伝説』の主題歌、『宇宙（そら）の子どもたち』の歌唱を担当。
2009年5月5日、NHK教育テレビ50周年記念特別番組『ETV50 こどもの日スペシャル〜もう一度見たい教育テレビ第2弾〜（生放送）』に「おかあさんといっしょ」10代目たいそうのおにいさんとして出演し、当時担当した体操「あ・い・うー」を約4年振りに披露した。同年10月30日〜11月3日にかけてNHKホールで開催された「おかあさんといっしょ」50周年記念コンサート「星空のメリーゴーラウンド〜50周年記念コンサート〜」にもゲスト出演した。
2015年3月、弘前大学大学院医学研究科博士課程修了。学位は博士（医学）。
2019年4月より、『おかあさんといっしょ』にて毎週土曜日（地方でのファミリーコンサート放映時は休止）に放送される親子体操「あ・そ・ぎゅ～」の監修を担当。「宇宙」、「動物」、「冒険」の3つのパターンの体操をローテーションしながら放送されている。
2019年8月14日に放送された『おかあさんといっしょ 60年スペシャル』では天野勝弘、小林よしひさと共にゲスト出演。
2019年に大垣女子短期大学客員教授に就任。
2022年4月1日付で、名城大学薬学部特任教授に就任。

### 脊髄梗塞による活動休止と復帰
2024年6月13日、脊髄梗塞による下半身麻痺のため活動を一時休止して療養に専念することを明らかにした。
8月1日に公開されたピクサー・アニメーション・スタジオ作品『インサイド・ヘッド2』は、日本語吹き替えを出演する彼のデビュー作である。
8月20日、退院を報告。歩けるまでに回復したものの、下半身の麻痺やしびれが残り、歩行に不自由を感じる状態であることを明らかにした。
9月20日、自身がMCを務める番組『ぐっと』（中京テレビ）で、6月7日放送回以降の休演から3ヶ月半ぶりにスタジオ復帰を果たした。10月5日には「おかあさんといっしょ おたんじょうびウィーク 土曜日」に出演し、歴代の「体操のお兄さん」たちとともにスペシャルバージョンの体操に参加。佐久本和夢（13代目たいそうのおにいさん）と同様、椅子に座った状態ではあったがダンスや歌声も披露した。
12月31日、日本武道館で開催された音楽イベント「第8回ももいろ歌合戦」に出演、ステージに復帰し、ももいろクローバーZメンバーらと元気に体操する姿を披露した。

## 人物
- 小・中学時代は俳優の渡部篤郎、高校時代はプロゴルファーの西川哲と同級生だった。
- 妻の久美子は日本体育大学時代の同級生であり[1]、卒業後はNHKの『テレビ体操』に出演した経歴もある[6]。佐藤が『おかあさんといっしょ』に出演してから2年後に結婚したが、就任中は私生活を一切公表してはならなかった事情から、佐藤は配偶者および子持ちということは番組卒業までの10年間非公表だった[1]。息子が2人おり、彼らも両親と同じく日本体育大学出身。NHKとのルールによって結婚も子供がいることも自ら積極的に話すことはなかったが、息子達の幼稚園のイベントに変装せず普通に参加するなど隠していた訳でもなく、息子が『おかあさんといっしょ』に応募した結果、見事に当選して親子で共演も果たしている。
- 両親ともにスポーツ万能で、母は学生時代にソフトボールをし、父はいろんなスポーツを得意としていた。
- 『おかあさんといっしょ』の出演にあたり、恋愛禁止、車の運転禁止、スキー禁止を言い渡されていたが、オーディションを受けたのは現在の妻である彼女の紹介であり、車好きで、スキーも子供の頃からやっていた趣味であるため、実は一つも守っていなかった[18]。
- 『おかあさんといっしょ』の初収録の日（1993年3月14日）に父親を亡くしている[19][20]。家族で父親を看取った後、番組の収録が入っていた弘道のみ家族から離れてNHKに向かったが、父の死によるショックや、これからは自分が家族を支えなければならないという不安によって収録中の記憶がほとんどなく、本人曰く「3本撮った中で1本目と2本目の記憶が全くない、気付いたら収録が終わってNHKを出ていた」と語っている[21]。
- 母親も2014年3月に他界しており、父親の命日である3月14日に自身のTwitterで報告している[22]。両親ともに死別しているが、二人の誕生日が近い（父親が2月6日、母親が2月9日）こともあって両親の誕生日になると自身のTwitterで毎年感謝のメッセージを載せている。現在思い出横丁にある焼き鳥屋は、弟が継いで切り盛りしている。
- 『おかあさんといっしょ』及び『- あそびだいすき!』において2003年より、『イチジョウマン』というキャラクターを演じていた。『イチジョウマン』は番組では佐藤と別人扱いであり[注釈 6]、特殊合成により佐藤本人と共演したこともある。また、派生番組『おとうさんといっしょ』では後継コーナーとして『遊び隊士 イチジョウマン』シリーズが放送されており、佐藤がナレーションを担当している。
- 佐藤の後任となった11代目体操のお兄さん小林よしひさは大学の後輩であり[4]、大学時代から互いに面識があった。
- 体操のお兄さんを退任した今でも、当時の名残りで各方面から「弘道おにいさん」と呼ばれている[9]。
- 現在も体操教室や[1]テレビスポーツ教室（NHK教育テレビ）などの番組で指導に当たっている。

## エピソード
- 体操のお兄さんのオーディションにはスーツを着て行ったが、会場に着いたらスーツを着ていたのは佐藤1人だけであり、オーディションの受験者のほとんどが芸能事務所に所属しているタレントで、本当に子供が目の前にいるようなパフォーマンスを披露していた。審査員から「持ち味をアピールしてください」と言われ、佐藤は宙返りを披露したが、周囲のハイレベルなパフォーマンスや終始緊張していたことからオーディションの出来に対する手応えが全くなく「絶対に落ちた」と思っていたため、2次オーディションの案内の電話に佐藤自身が一番驚いていた。
- 「カメラテスト」としてテレビカメラを意識した内容となった2次オーディションも手応えのないまま終えるが、後継ぎをしている店で焼き鳥の仕込みをしている最中に合格の電話がかかり、母に「どうしよう、受かっちゃったんだけど」と相談したところ、「人生にそんな機会なかなかない。店は大丈夫だから行ってらっしゃい」と背中を押してくれたという[2]。
- 最後の最後まで手応えのない状態ながら合格したため、何故自分が選ばれたか分からなかったが、後で聞いた話では「並んだときに一番姿勢が良かった」とのことである。
- 『おかあさんといっしょ』で共演した今井ゆうぞうと互いに卒業後に仕事現場で共演した際に、今井の体調の悪さに気付いていた。その後、今井は2020年12月21日に脳内出血で他界。佐藤はブログで「あの時もっと厳しく注意していれば」と後悔している[23]。

## スポーツマンNo.1決定戦
新王座チャレンジバトル（2007年3月30日放送）
CONQUISTADORでは1回戦で源に勝利するも、2回戦で諸星和己を相手に敗れた。PECT CROSSは55kgで4位タイ、MONSTER BOXは16段で4位タイ。MUSCLE GYMでは215回で総合No.1。暫定2位で進出したSHOT-GUN-TOUCHでは1回目の試技で11m30cmを失敗し暫定3位まで下がるも、2回目の試技で11m50cmと敢えて距離を伸ばして申告し成功させ、暫定2位タイに浮上。3回目では12m00cmを成功させた高橋光臣を逆転すべく、12m10cmを申告するも失敗に終わり、最終順位は総合4位入賞。
第18回芸能人サバイバルバトル（2007年10月5日放送）
BEACH FLAGSとSPIN OFFで2回戦進出。MONSTER BOX 17段と自己記録を上回り、前回種目別No.1のMUSCLE GYMでは、自己記録を更新する229回の記録を残すも、ハイレベルな大会により3位となった。暫定4位で最終種目に進出も、SHOT-GUN-TOUCHで3回の試技が全て失敗に終わり、総合6位となった。
芸能人サバイバルバトル
| 大会             | 放送日        | 総合順位 |
| ---------------- | ------------- | -------- |
| 新王座CB（XXXV） | 2007年3月30日 | 4位      |
| 第18回大会       | 2007年10月5日 | 6位      |

## 出演

### テレビ番組
NHK総合
- ママさんバレーでつかまえて - 安藤アキラ役

NHK教育→NHK Eテレ
- おかあさんといっしょ（1993年4月5日 - 2005年4月2日） - 10代目たいそうのおにいさん
  - 2009年7月21日放送の『50周年特集』、2019年8月14日放送の『60年スペシャル』、2024年10月5日放送の『65周年 おたんじょうびウィーク』にゲストとして出演。
- みんなの広場だ!わんパーク - 不定期ゲスト
- おかあさんといっしょ あそびだいすき!（2005年4月9日 - 2008年3月29日） - メインMC
- ETV50こどもの日SP懐かしの人気キャラクターベスト50時代体操のお兄さん集合もう一度見たい教育テレビ （2009年5月5日）
- 課外授業 ようこそ先輩 - 出身の日体荏原高校へ
- テレビスポーツ教室「倒立・組体操」（2014年5月11日） - 講師

NHKワールド・プレミアム
- 生中継 ふるさと一番!（2010年4月 - 2011年3月） - 旅人として、不定期

NHK BSプレミアム
- おとうさんといっしょ（2013年4月 - ） - 『遊び隊士 イチジョウマン』シリーズ、ナレーション担当
- ワンワンパッコロ!キャラともワールド - 不定期出演

日本テレビ
- 午後は○○おもいッきりテレビ - ゲストコメンテーター、不定期
- 探偵学園Q - 主人公・究の担任役（俳優デビュー）
- シャル・ウィ・ダンス?〜オールスター社交ダンス選手権〜 第8シリーズで優勝
- 買物大スキ!女神の市場（2008年6月 - 2010年3月） - 司会

TBS
- がきんちょ〜リターン・キッズ〜 - ひろみち先生役
- SASUKE - 第22・24回大会で2nd STAGE進出。
- 最強の男は誰だ!壮絶筋肉バトル!!スポーツマンNo.1決定戦

フジテレビ
- 海筋肉王 〜バイキング〜 - 司会
- 西川きよしのご縁です! 「明るい健康」コーナー（東海テレビ）
- ごはんの学校（東海テレビローカル） - レギュラー
- にじいろジーン (関西テレビ)
- ホンマでっか!?TV（2022年3月2日、フジテレビ）

テレビ朝日
- 古代王者 恐竜キング Dキッズ・アドベンチャー（2007年5月 - 2008年1月、メ〜テレ製作） - エンディング映像に前期は実写、後期はアニメーションで出演

中京テレビ
- ぐっと（2016年10月7日 - 2024年9月27日） - MC（司会）。2024年6月7日から同年9月13日までは療養のため休演

BS日テレ
- Newton Kids TV
- とびだせ!ぐーちょきぱーてぃー

旅チャンネル
- 佐藤弘道の旅　笑顔に逢いたい!
- 佐藤弘道のようこそ!ドリームバスツアー

TOKYO MX
- やさい.tv

テレビ東京
- トミカヒーロー レスキューファイアー（2009年） - 大河直司博士役

毎日放送
- ちちんぷいぷい - 木曜日コメンテーター、隔週

テレビ埼玉
- のびのびシティさいたま市（2013年4月 - 2015年3月） - 進行
- やまがた発!旅の見聞録（2015年4月 - 2016年3月） - リポーター

BS-i
- マッスルチャンネル（2007年4月12日 - 9月13日） - 司会

青森放送
- 1550ニュースレーダーWith（2021年4月1日 - 、木曜のみ） - 『ひろみちお兄さんといっしょに体操』のコーナーレギュラー

ファミリー劇場
- 究極のヒーローは誰だ!新スポーツエンターテインメント KuroOvi選手権（2018年2月18日 - 、ファミリー劇場）[24]

WOWOW
- PORTAL-X 〜ドアの向こうの観察記録〜（2024年1月12日 - ）[25][26]

### 広告
- メットライフ生命保険
- アート引越センター
- 花王・メリーズ
- キャドバリージャパン・リカルデントガム
- NTTコミュニケーションズ・OCN
- シオノギヘルスケア・ポポンS
- ニチモ
- セイバン・ランドセル「天使のはね」
- スズキ「スズキに行きたいそう」キャンペーン
- NEXCO中日本・NEXCO西日本「名神集中工事」「東名阪リフレッシュ工事」（2008年）
- ソニー・インタラクティブエンタテインメント「ごっど・おぶ・うぉー らぐなろくのうた」（2022年）[27]

### おかあさんといっしょ コンサート
| 公演   | タイトル                                                                            | 出演者（一部を除く） |
| ------ | ----------------------------------------------------------------------------------- | --- |
| 1993年 | おかあさんといっしょ'93ファミリーコンサート                                         | 坂田おさむ、神崎ゆう子 速水けんたろう、茂森あゆみ、佐藤弘道、馮智英 みど、ふぁど、れっしー、空男 じゃじゃまる、ぴっころ、ぽろり |
| 1993年 | あつまれ うた!うた!うた!                                                            | 速水けんたろう、茂森あゆみ、佐藤弘道 みど、ふぁど、れっしー、空男 坂田おさむ、神崎ゆう子、じゃじゃまる、ぴっころ、ぽろり |
| 1994年 | すてきなうた だいすき!                                                              | 速水けんたろう、茂森あゆみ、佐藤弘道、松野ちか みど、ふぁど、れっしー、空男 坂田おさむ、美咲あゆむ、飯田ミカ、小嶋信之、山岸隆弘 じゃじゃまる、ぴっころ、ぽろり |
| 1994年 | 世界のうた こんにちは                                                               | 速水けんたろう、茂森あゆみ、佐藤弘道、松野ちか みど、ふぁど、れっしー、空男 小嶋信之、山岸隆弘、クロイ・マリー・マクナマラ、ジョンジョン じゃじゃまる、ぴっころ、ぽろり |
| 1995年 | 野原がぼくらの遊園地                                                                | 速水けんたろう、茂森あゆみ、佐藤弘道、松野ちか みど、ふぁど、れっしー、空男 かもめの郵便屋さん、カメダス、ひるファミリー |
| 1995年 | おはなし列車で行こう                                                                | 速水けんたろう、茂森あゆみ、佐藤弘道、松野ちか みど、ふぁど、れっしー、空男 小嶋信之、山岸隆弘、じゃじゃまる、ぴっころ、ぽろり |
| 1996年 | 音楽博士の楽しいコンサート                                                          | 古今亭志ん輔、速水けんたろう、茂森あゆみ、佐藤弘道、松野ちか みど、ふぁど、れっしー、空男 |
| 1996年 | はるなつあきふゆミュージカル                                                        | 古今亭志ん輔、速水けんたろう、茂森あゆみ、佐藤弘道、松野ちか みど、ふぁど、れっしー、空男 |
| 1997年 | お〜い! 〜音楽博士の楽しいコンサート2〜                                             | 古今亭志ん輔、速水けんたろう、茂森あゆみ、佐藤弘道、松野ちか みど、ふぁど、れっしー、空男 |
| 1997年 | あ・い・うーをさがせ!                                                               | 古今亭志ん輔、速水けんたろう、茂森あゆみ、佐藤弘道、松野ちか みど、ふぁど、れっしー、空男 じゃじゃまる、ぴっころ、ぽろり |
| 1998年 | 歌だ!ダンスだ!おまつりだ!                                                           | 速水けんたろう、茂森あゆみ、佐藤弘道、松野ちか みど、ふぁど、れっしー、空男 じゃじゃまる、ぴっころ、ぽろり |
| 1998年 | 〜夢のなか〜                                                                        | 古今亭志ん輔、速水けんたろう、茂森あゆみ、佐藤弘道、松野ちか みど、ふぁど、れっしー、空男 |
| 1999年 | おかあさんといっしょとゆかいななかま 〜わくわく大行進〜                             | 古今亭志ん輔、速水けんたろう、茂森あゆみ、佐藤弘道、松野ちか みど、ふぁど、れっしー、空男 じゃじゃまる、ぴっころ、ぽろり ワンワン、かなちゃん クリス、メイ・パイカ、ペッパー・タイガー、エディ・エックス タップ、クラップ |
| 1999年 | いつまでもともだち                                                                  | 杉田あきひろ、つのだりょうこ、佐藤弘道、タリキヨコ スプー、みど、ふぁど、れっしー、空男 速水けんたろう、茂森あゆみ、松野ちか |
| 1999年 | テレビタイムファミリーステージ99                                                    | 杉田あきひろ、つのだりょうこ、佐藤弘道、タリキヨコ スプー、みど、ふぁど、れっしー、空男 古今亭志ん輔、坂田おさむ、神崎ゆう子 速水けんたろう、茂森あゆみ、松野ちか ワンワン、りなちゃん、くぅ、かなちゃん クリス、戸田ダリオ、王健 エディ・エックス、ペッパー・タイガー、メイ・パイカ 秋田きよ美、平田実音、ワクワクさん、ゴロリ |
| 1999年 | 40周年 うたのパーティ                                                               | 杉田あきひろ、つのだりょうこ、佐藤弘道、タリキヨコ スプー、みど、ふぁど、れっしー、空男 眞理ヨシコ、しゅうさえこ、森みゆき、 坂田おさむ、神崎ゆう子、速水けんたろう、茂森あゆみ |
| 2000年 | はじめまして!ぐ〜チョコランタン                                                     | 杉田あきひろ、つのだりょうこ、佐藤弘道、タリキヨコ スプー、アネム、ズズ、ジャコビ、ガタラット |
| 2000年 | 歌のファンタジーランド〜ようこそ21世紀〜                                            | 杉田あきひろ、つのだりょうこ、佐藤弘道、タリキヨコ スプー、アネム、ズズ、ジャコビ |
| 2001年 | やぁ!やぁ!やぁ!森のカーニバル                                                       | 杉田あきひろ、つのだりょうこ、佐藤弘道、タリキヨコ スプー、アネム、ズズ、ジャコビ、ガタラット |
| 2001年 | しんごう・なにいろコンサート                                                        | 杉田あきひろ、つのだりょうこ、佐藤弘道、タリキヨコ スプー、アネム、ズズ、ジャコビ |
| 2002年 | 元気いっぱい!たまたまご                                                             | 杉田あきひろ、つのだりょうこ、佐藤弘道、タリキヨコ スプー、アネム、ズズ、ジャコビ ひなたおさむ、かまだみき、恵畑ゆう、 小林よしひさ（大学時代・エキストラ出演） |
| 2002年 | バナナン島の大ぼうけん!                                                             | 杉田あきひろ、つのだりょうこ、佐藤弘道、タリキヨコ スプー、アネム、ズズ、ジャコビ ひなたおさむ、かまだみき、恵畑ゆう |
| 2003年 | ゆうきいっぱい!ともだちパワー                                                       | 今井ゆうぞう、はいだしょうこ、佐藤弘道、タリキヨコ スプー、アネム、ズズ、ジャコビ 杉田あきひろ、つのだりょうこ |
| 2003年 | テレビまつりだ! ぐ〜チョコランタンとともだちいっぱいオンステージ                    | 今井ゆうぞう、はいだしょうこ、佐藤弘道、タリキヨコ スプー、アネム、ズズ、ジャコビ ワンワン、ふうか、りなちゃん、エリック、マヤ、JB ワクワクさん、ゴロリ、神田山陽、ストレッチマン どーもくん、ドン・ガバチョ |
| 2003年 | ノリノリワクワクウキウキバンバン!                                                   | 今井ゆうぞう、はいだしょうこ、佐藤弘道、タリキヨコ スプー、アネム、ズズ、ジャコビ |
| 2004年 | おとぎの国のアドベンチャー                                                          | 今井ゆうぞう、はいだしょうこ、佐藤弘道、タリキヨコ スプー、アネム、ズズ、ジャコビ |
| 2004年 | ようこそ♪歌う森のパーティーへ                                                       | 今井ゆうぞう、はいだしょうこ、佐藤弘道、タリキヨコ スプー、アネム、ズズ、ジャコビ |
| 2005年 | 弘道おにいさんとあそぼ! 夢のビッグパレード ぐ〜チョコランタンとゆかいな仲間たち     | 佐藤弘道、今井ゆうぞう、はいだしょうこ、タリキヨコ スプー、アネム、ズズ、ジャコビ ひなたおさむ、かまだみき、恵畑ゆう 坂田おさむ、つのだりょうこ モリゾー、キッコロ |
| 2005年 | ドキドキ!みんなの宇宙旅行                                                           | 今井ゆうぞう、はいだしょうこ、小林よしひさ、いとうまゆ スプー、アネム、ズズ、ジャコビ、ガタラット 佐藤弘道、きよこ |
| 2006年 | ぐ〜チョコランタンとゆかいな仲間たち みんなであそぼ! 不思議な不思議なワンダーランド | 佐藤弘道、きよこ 今井ゆうぞう、はいだしょうこ、小林よしひさ、いとうまゆ スプー、アネム、ズズ、ジャコビ |
| 2007年 | おかあさんといっしょ あそびだいすき! スペシャルステージ                             | 佐藤弘道、きよこ、スプー |
| 2009年 | 星空のメリーゴーラウンド 〜50周年記念コンサート〜                                   | 横山だいすけ、三谷たくみ、小林よしひさ、いとうまゆ ライゴー、スイリン、プゥート ひなたおさむ、かまだみき、恵畑ゆう スプー、アネム、ズズ、ジャコビ 眞理ヨシコ、田中星児 坂田おさむ、神崎ゆう子、速水けんたろう、茂森あゆみ 杉田あきひろ、今井ゆうぞう、はいだしょうこ 天野勝弘、佐藤弘道 じゃじゃまる、ぴっころ、ぽろり          |

### ゲーム
- ひろみちお兄さんの親子体操ナビ（ドラス、2008年1月31日発売、ニンテンドーDS用ソフト）

### 吹き替え
- インサイド・ヘッド2（2024年）[28]

## CD
- NHKおかあさんといっしょ　たいそう「あ・い・うー」（ミニアルバム、1996年8月21日発売。指導を担当）
- 恐竜マッスル　古代王者 恐竜キング Dキッズ・アドベンチャーED曲（2007年5月23日発売）
- 恐竜ダダンバ　古代王者恐竜キング　第2ED曲（2007年11月21日発売）
- 宇宙（そら）の子どもたち　古代王者 恐竜キング Dキッズ・アドベンチャー 翼竜伝説OP曲（2008年4月23日発売）
- アニメ毎日かあさん　第1期ED「ただいま」佐藤ひろみち名義　（2009年6月24日発売）

## 振り付けを担当した体操
- あ・い・うー（おかあさんといっしょ）
- ちゃんと食べよう体操（コカ・コーラ「Qoo」）
- レッツ!かみ体操（リカルデント）
- ぴちょんくん体操（ダイキン）
- 光体操No.1（ダイイチ）（OCN）
- アグネス体操（日本テレビ『マイ☆ボス マイ☆ヒーロー』）
- めざまし体操第3（フジテレビ『めざましテレビ』）
- ご縁です体操（東海テレビ『西川きよしのご縁です!』）
- 恐竜マッスル（メ〜テレ『古代王者 恐竜キング Dキッズ・アドベンチャー』）
- トスキー体操（テレビ大分マスコットトスキーのイメージソング）
- こうつうあんぜん げんき!たいそう（JAF・日本自動車連盟）
- 高知やさい体操（園芸こうち販売促進事業実行委員会）
- レスキュー体操（テレビ愛知『トミカヒーロー レスキューファイアー』）
- ハッピーアワー体操（毎日放送『ちちんぷいぷい』）
- ミナモ体操・ミナモダンス（協力）（第67回国民体育大会・ぎふ清流国体）

## 主な執筆物
- ひろみちお兄さんのもっと、からだで遊ぼうね!（2002年7月3日、サンマーク出版）ISBN 978-4763194503
- ひろみちお兄さんの気持ちいいカラダつくろ・いつでもどこでも“ながら体操”でダイエット（2004年7月、祥伝社）ISBN 978-4396612221
- 子どもはぜんぜん、悪くない。（2005年4月21日、講談社）ISBN 978-4062129015
- 親子でからだあそび（2017年1月、世界文化社）ISBN 978-4418174027